# Famille de Névet
Pour les articles homonymes, voir Névet.
Névet est le nom d'une famille de Cornouaille. C'est aussi le nom d'un bois, anciennement forêt, du Finistère situé entre Douarnenez et Locronan, sur le territoire des communes de Plogonnec et Locronan dans lequel coule le fleuve côtier du Névet, qui porte donc le même nom.

## Unnemetondevenu ermitage de saint Ronan
C'est à l'origine un sanctuaire druidique : un nemeton, espace sacré des Celtes. Il accueillit Saint Ronan au VIe siècle, qui y installa son ermitage. Chaque matin, il faisait 5 km à jeun et pieds nus. Tous les six jours, il parcourait les 12 km du Nemeton dans les mêmes conditions. À Locronan, ce rituel « fonctionne » encore : il s'agit du Pardon de la Troménie qui, tous les 6 ans (1995, 2001...), le 2e dimanche de juillet, reprend les limites exactes du Nemeton christianisé, en marquant par douze stations où est proclamé l'évangile, les emplacements des douze mois lunaires du calendrier druidique.

## Géologie
Une mine d'or aurait été exploitée jadis à Névet, notamment à l'époque gallo-romaine, au sud-ouest de Locronan ; des pépites d'or étaient trouvées dans la rivière du Névet. Une fonderie d'or remontant au haut Moyen Âge a été mise en évidence au pied même de la montagne de Locronan.

## La seigneurie du Névet
La famille de Névet serait l'une des plus anciennes de Cornouaille et serait même issue d'un chef de clan écossais qui serait venu s'établir en Bretagne au VIIIe siècle. Si l'on en croit Jean de Névet, dans son aveu à l'évêque de Quimper de 1644, la famille serait même antérieure à l'arrivée du christianisme en Bretagne et ce serait les seigneurs de Névet qui auraient accueilli sur leurs terres saint Ronan, saint Corentin et saint Guénolé.
Les seigneurs du Névet, qui étaient aussi initialement seigneurs de Kerdaoulas dans la trève de Saint-Urbain, construisirent leur château au XIIIe siècle sur une terre qu'ils tenaient de l'évêque de Quimper, mais en raison des conflits de juridiction liés à cette dépendance (un procès qui dura 27 ans les opposa à l'évêque de Quimper entre 1350  et 1377), ils démontèrent leur château et en utilisèrent les pierres pour construire un autre château, « à deux portées de mousquet plus loin», celui de Lézargant, en Kerlaz. Désormais, seules les fondations de l'ancien château sont encore visibles dans le bois du Névet.
La chapelle de Saint-Pierre Coat-Névet en Plogonnec fut à l'origine la chapelle seigneuriale des sires de Névet.
Le fief ds seigneurs de Névet s'étendait sur les paroisses de Plogonnec, Locronan, Ploaré, Pouldergat et Pouldavid, où se trouvait la prison, les fourches patibulaires et le four banal. Les seigneurs de Névet prélevaient des droits sur le trafic du port de commerce de Pouldavid et le cinquième des poissons pêchés.
Actifs durant la guerre de Succession de Bretagne, les Névet sont hésitants entre les partis de Charles de Blois et de Jean de Montfort, mais servirent ensuite loyalement le duc de Bretagne après le pardon ducal de 1364 et des responsabilités leur sont confiées comme la capitainerie de Quimper.
Vers 1597, le domaine de Névet est pillé par Guy Eder de La Fontenelle, brigand ligueur comme le raconte Sourdéac : « La Fontenelle fit main basse sur quantité de villages des domaines de Névet, en fit couper et emporter tous les arbres, (...), s'empara du château de Lézargant, dispersant tous les titres et garants, pillant la ville de Pouldavid, dépendant de ce fief, en exila les habitants, la démolit entièrement jusqu'aux halles, moulins, prisons et patibulaires et se servit des pierres pour construire et fortifier les bâtiments de son île ».
Les seigneurs de Névet se mirent ensuite au service des rois de France, conservant la capitainerie de Quimper au XVIe siècle et obtenant celle de Douarnenez pendant les guerres de la Ligue au XVIIe siècle.
Un aveu de 1778 dit que la famille de Névet (qui semble-t-il avait un droit de haute justice, de moyenne justice et de basse justice) possédait un auditoire de justice et des fourches patibulaires à quatre piliers à Kernevet (entre Plogonnec et Quimper). Leur fief très vaste s'étendait sur 70 paroisses au XVIIIe siècle.
Lors de la Révolution française, Lézargant, le dernier château des Névet, tombait déjà en ruines. Guillaume Louis de Leissègues-Rosaven l'acheta en l'an VII, acheva de le démanteler et en vendit les matériaux. Trois chariots emplis d'archives en provenance de l'ancienne demeure seigneuriale furent brûlées sur la place de Locronan pendant la Terreur. La tombe de marbre noir des marquis de Névet, élevée dans le chœur de l'église fut détruite et les armes martelées.

### Liste des seigneurs de Névet

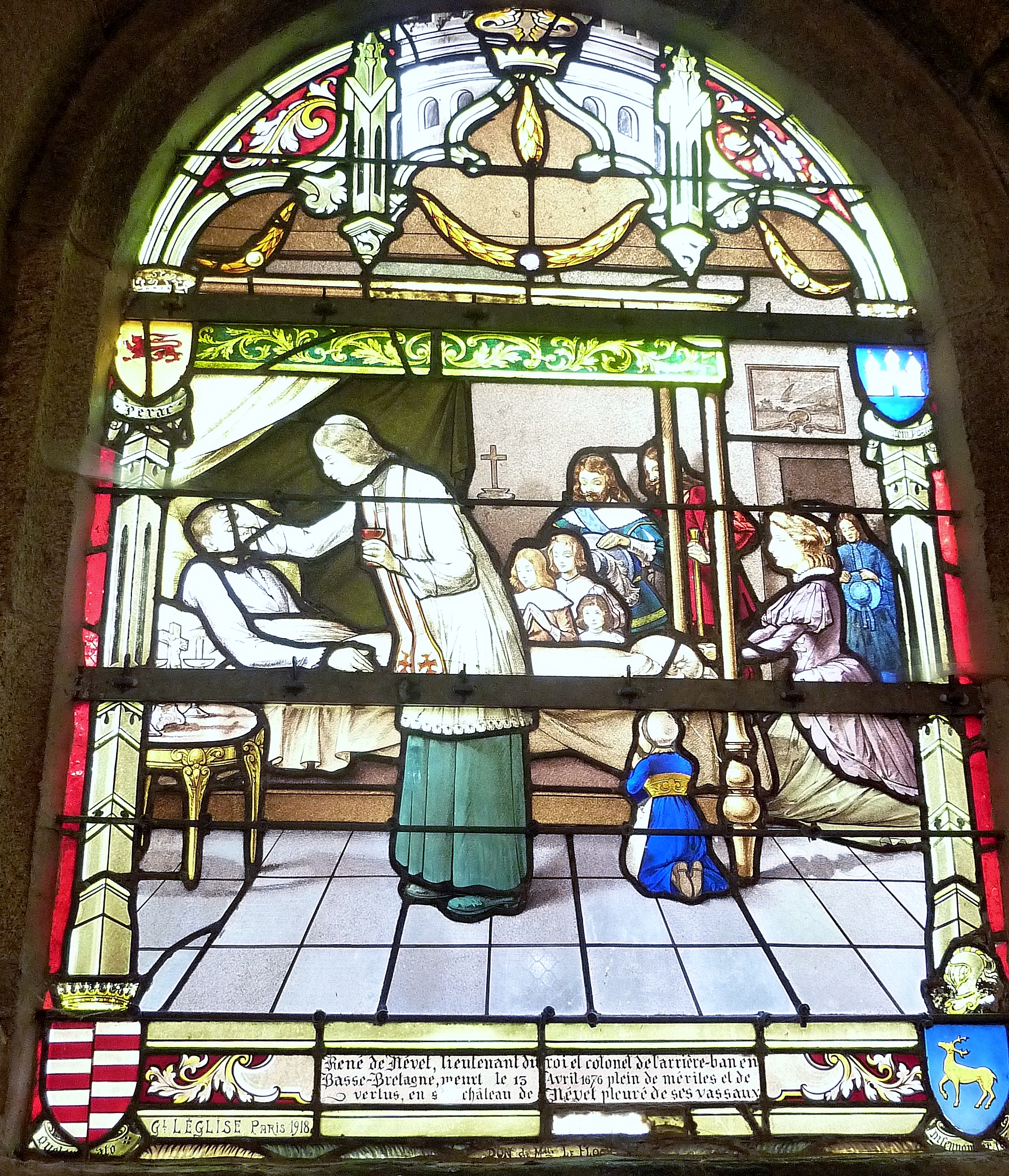
Kerlaz : église paroissiale Saint-Germain, vitrail de Gabriel Léglise représentant la mort de René II de Névet le 13 avril 1676

La liste des seigneurs de Névet est connue :
- 1. Hervé Ier de Névet (<1270- >1309) seigneur de Nevet. Attesté en 1270, il épouse en 1309 Béatrice de La Roche-Bernard.
- 2. Hervé II de Névet (<1338- >1343), né en 1310 probablement à Névet, seigneur de Nevet. Épouse d'abord en 1338 Perronelle de Rostrenen puis Bertrande Briquellec (1341-1343).
- 3. Hervé III de Névet (<1343-1371), né vers 1340 probablement à Névet, seigneur de Nevet. Il épouse Jehanne de Pont-l'Abbé. Son frère, Jean de Névet est tuteur d'Hervé IV de Névet.
- 4. Hervé IV de Névet (1371- ?), né vers 1360 probablement à Névet, seigneur de Nevet. Il épouse Thiéphaine de Keraër.
- 5. Hervé V de Névet (?- 1424), né vers 1385 probablement à Névet, seigneur de Nevet. Il épouse Jehanne du Juc'h(née vers 1385 au Juc'h)
- 6. Hervé VI de Névet (1424-1444), né vers 1402 probablement à Névet, seigneur de Nevet. Il épouse en 1428 Jehanne de Lespervez (née vers 1405 à Plonéour), veuve de Guillaume de Rosmadec, seigneur de Tyvarlen, Pont-Croix et autre lieux. C'est lui qui détruisit son château de Coat Nevet en Plogonnec pour le reconstruire à Lezargant en Kerlaz, trève de Plonévez-Porzay.
- 7. Jean Ier de Névet (1444-1462), seigneur de Nevet. Il meurt sans postérité. Son frère Henri lui succède.
- 8. Henri Ier de Névet (1462- >1480), né vers 1430 probablement à Névet, seigneur de Nevet. C'est le frère de Jean Ier de Nevet. il épouse en 1452 Isabelle de Kerhoent (née en 1432), ce mariage est annulé en cours de Rome par le pape Eugène IV. Il épouse ensuite en 1454 : Jeanne du Chastel, répudiée rapidement et réépouse en 1454 sa première femme Isabelle de Kerhoent.
- 9. Jean II de Névet (>1480-1493), seigneur de Nevet. Il meurt sans postérité. Son frère Hervé lui succède.
- 10. Hervé VII de Névet (1493-1494), né vers 1455 probablement à Lézargant, seigneur de Nevet. C'est le frère de Jean II de Nevet. Il épouse Jeanne Labbé de la Rouxelière. Leur fille Jeanne de Névet (née vers 1480) épouse Alain de La Cour, seigneur de Villeguerist. Leur fils aîné est Jacques de La Cour, connu aussi sous le nom de Jacques Ier de Névet.
- 11. Jacques Ier de Névet (1494-1555), né vers 1500, seigneur puis baron de Nevet. Il épouse le 25 juillet 1524 Claudine de Guengat (née vers 1505 à Guengat). Premier baron de Nevet, et de religion réformée, il fut lieutenant de l'Amiral de Bretagne et gouverneur de Quimper.
- 12. René de Névet (1555-1585), baron de Nevet et gouverneur de Quimper. Il meurt sans descendance masculine en 1585. Son frère Claude lui succède.
- 13. Claude Ier de Névet (1585-1597), né vers 1560, baron de Nevet, seigneur de Névet, Lézargant, Pouldavid et Tréguern. C'est le frère cadet de René Ier de Nevet. Il épouse Élisabeth d'Acigné (née vers 1560, fille de Louis d'Acigné, seigneur de La Roche-Jagu, décédée après 1624, probablement à Névet). Il reconstruit la chapelle de Saint Pierre à Coat-Nevet en Plogonnec.
- 14. Jacques II de Nevet (1597- 1616), né en 1587 à Lézargant, alors dans la paroisse de Plonévez-Porsay, décédé en 1616 à Rennes), baron de Nevet, « seigneur de Névet, de Lézargan, de Pouldavid, de Kerdaoulas, gouverneur du Faou, chevalier de l'Ordre de Saint-Michel ». De religion protestante, il est nommé gouverneur du Faou, puis de l'île Tristan par Henri IV[13]. Il épouse en 1610 Françoise de Tréal, Dame de Beaubois en Bourseul, diocèse de Saint-Malo. Il est assassiné le jour de la Saint-Simon et Saint-Jude 1616 (28 octobre 1616) à Rennes à la sortie des États de Bretagne par son cousin Thomas II de Guémadeuc, gouverneur de Fougères[14].
- 15. Jean III de Névet (1616-1646), né en 1609 à Lézargant, alors dans la paroisse de Plonévez-Porsay, décédé le 4 décembre 1646 à Locronan), baron de Nevet. Il épouse en octobre 1629 Bonaventure de Liscoët (née vers 1610 à Quimper). Auteur de l'aveu du 6 juin 1644.
- 16. François Ier de Névet (1647-1647), né vers 1630, baron de Nevet. Il meurt à l'âge de dix-sept ans sans descendance. Son frère René lui succède.
- 17. René II de Névet (1647-1676), né en 1642 à Lézargant, alors paroisse de Plonévez-Porzay, décédé en 1676), baron puis marquis de Nevet. C'est le frère de François Ier de Nevet. Il épouse en 1670 Anne de Goyon de Matignon (née le 10 juillet 1650 à Torigni (Manche), fille de François, comte de Matignon (1607-1675). (voir la généalogie des princes de Monaco).
- 18. Henry-Anne Ier de Névet (1676-1699), marquis de Nevet. Il meurt sans postérité en 1699. Son oncle Malo, frère de René II lui succède.
- 19. Malo Ier de Névet (1699-1721), né en 1644 à Lézargant, marquis de Nevet. C'est le frère de René II de Nevet, et l'oncle de Henry-Anne de Nevet. Il épouse Marie-Corentine de Gouzillon (née en 1673, décédée le 8 juillet 1757 à Bourseul), fille de René de Gouzillon, seigneur de Kermeno. Il fut longtemps ermite à la Motte/ ar Vouden en Plogonnec. Il mourut le 1er avril 1721 à Locronan. Malo de Névet fut le dernier marquis issu de la branche directe des Névet[15]. Leur fille Marie de Névet (née le 30 juin 1717 à Lézargant, décédée le 19 août 1778 à Paris) se maria le 25 octobre 1729 au château de la Maignanne en Andouillé avec Jean-Antoine François de Franquetot de Coigny, comte de Coigny (1702-1748), fils de François de Franquetot de Coigny. Aimée de Coigny, leur petite-fille, en fut la dernière propriétaire sous l'Ancien Régime.

Le titre de baron de Névet passa à la famille de Breil de Pontbriand (dont le représentant le plus connu est  Toussaint du Breil de Pontbriand), dont la dernière descendante mourut en février 1866 à Orgères, près de Rennes.
Les "de Névet" avaient pour blason "D'or au léopard morné de gueules", et pour devise "Perak ?" (Pourquoi ?). On trouve cet écu dans l'église paroissiale de Plogonnec placé au sommet du vitrail du Jugement dernier. Il  constitue aussi le thème de la fasce du nouveau blason communal de Plogonnec.
Une gwerz intitulée "Élégie de Monsieur de Névet", chantée par un mendiant du nom de Malgan et écrite en breton de Cornouaille, a été publiée pour la première fois en 1839 par Théodore Hersart de La Villemarqué dans la première édition du Barzaz Breiz. Son texte intégral, traduit en français et en anglais, peut être consulté, mais les historiens ne sont pas parvenus avec certitude à identifier quel Monsieur de Névet a fait l'objet de cet éloge funèbre chanté, hésitant entre Jacques II de Névet (selon Théodore Hersart de La Villemarqué), Jean III de Névet (selon Julien Trévidy), René II de Névet (selon le chanoine Peyron) et Malo Ier de Névet (selon Louis de Carné).

### Blason
| Blason | Nom de la famille et blasonnement                  | Devise                  |
| ------ | -------------------------------------------------- | ----------------------- |
|        | Famille de Névet D'or au léopard morné de gueules. | « Perag ? » (Pourquoi?) |

Certaines communes ont repris les armes de la famille de Névet dans leurs armoiries :

Commune de Dirinon
Commune de Plogonnec

## Le bois du Névet, espace naturel

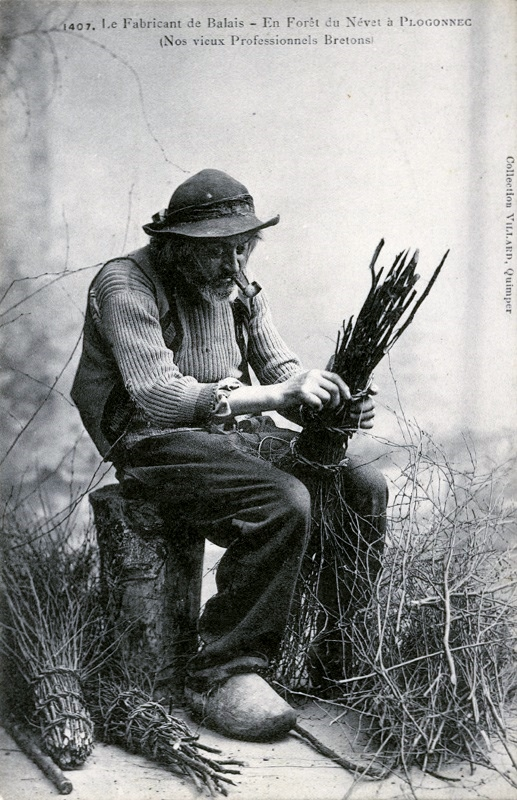
Fabricant de balais dans la forêt du Névet au début du XXe siècle (carte postale de Joseph-Marie Villard).

Au haut Moyen Âge, le Porzay était recouvert d'une forêt appelée Névet. De cette forêt il ne subsiste plus que Koat Nevet (le bois de Névet) entre Kerlaz et Plogonnec, Koat an Duc (le bois du Duc) à l'Est de Locronan, Koat Leskuz à Plomodiern et Koat Barvedel à Ploéven.
Le bois du Névet est de nos jours une propriété du conseil départemental du Finistère acquise au titre des espaces naturels sensibles et aménagée pour le tourisme vert. Ce bois est à cheval sur les communes de Locronan, Plogonnec, Le Juch et Kerlaz. Il est essentiellement constitué de feuillus (hêtres, chênes, châtaigniers), mais contient aussi des résineux ; son sol est couvert de myrtilles et de chèvrefeuilles et ce bois sert d'habitat à de nombreux animaux : chevreuils, blaireaux, renards, passereaux, buses. Un chemin de randonnée circulaire de 12 km fait le tour du bois.

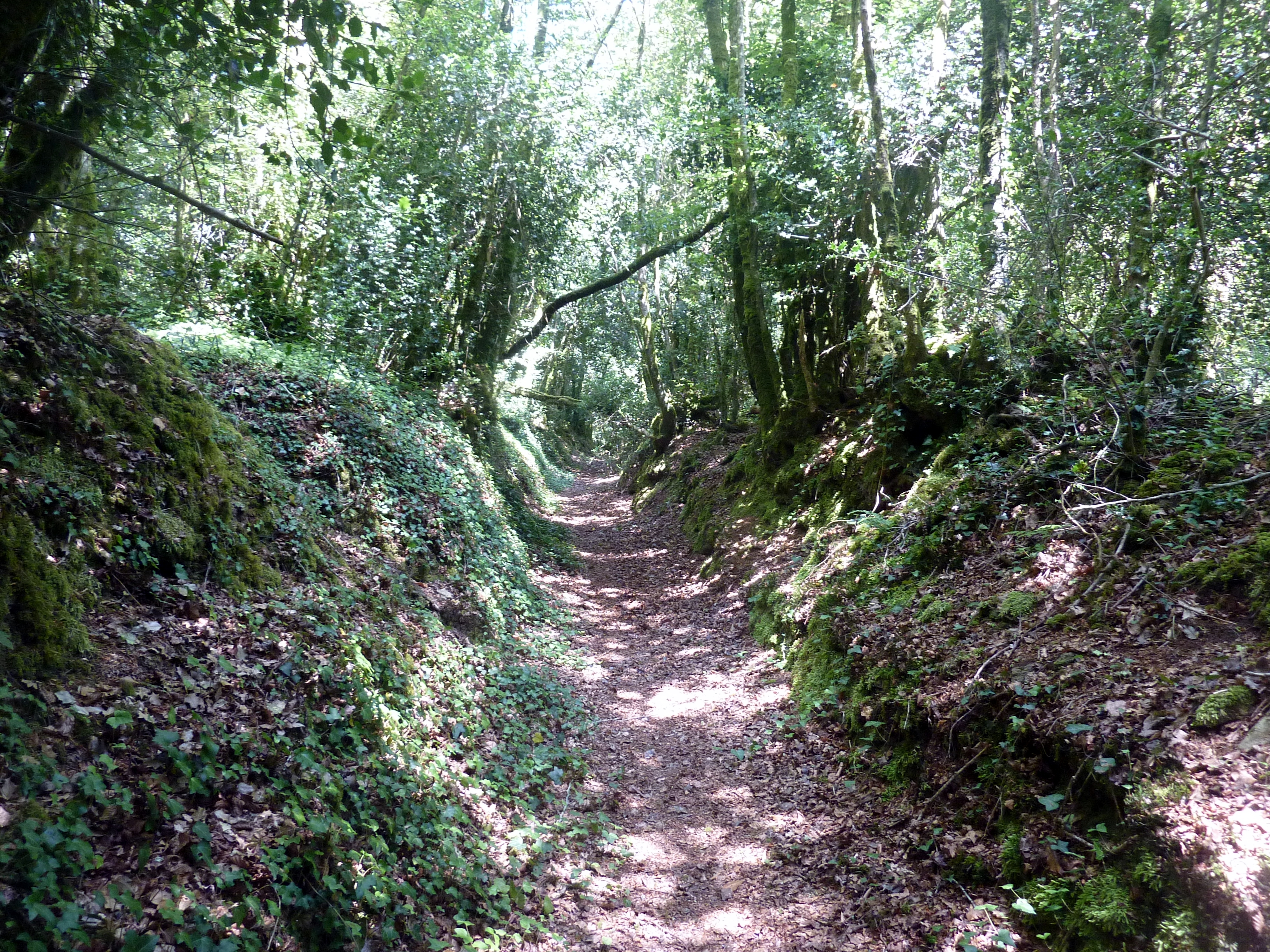
Un sentier forestier dans le bois
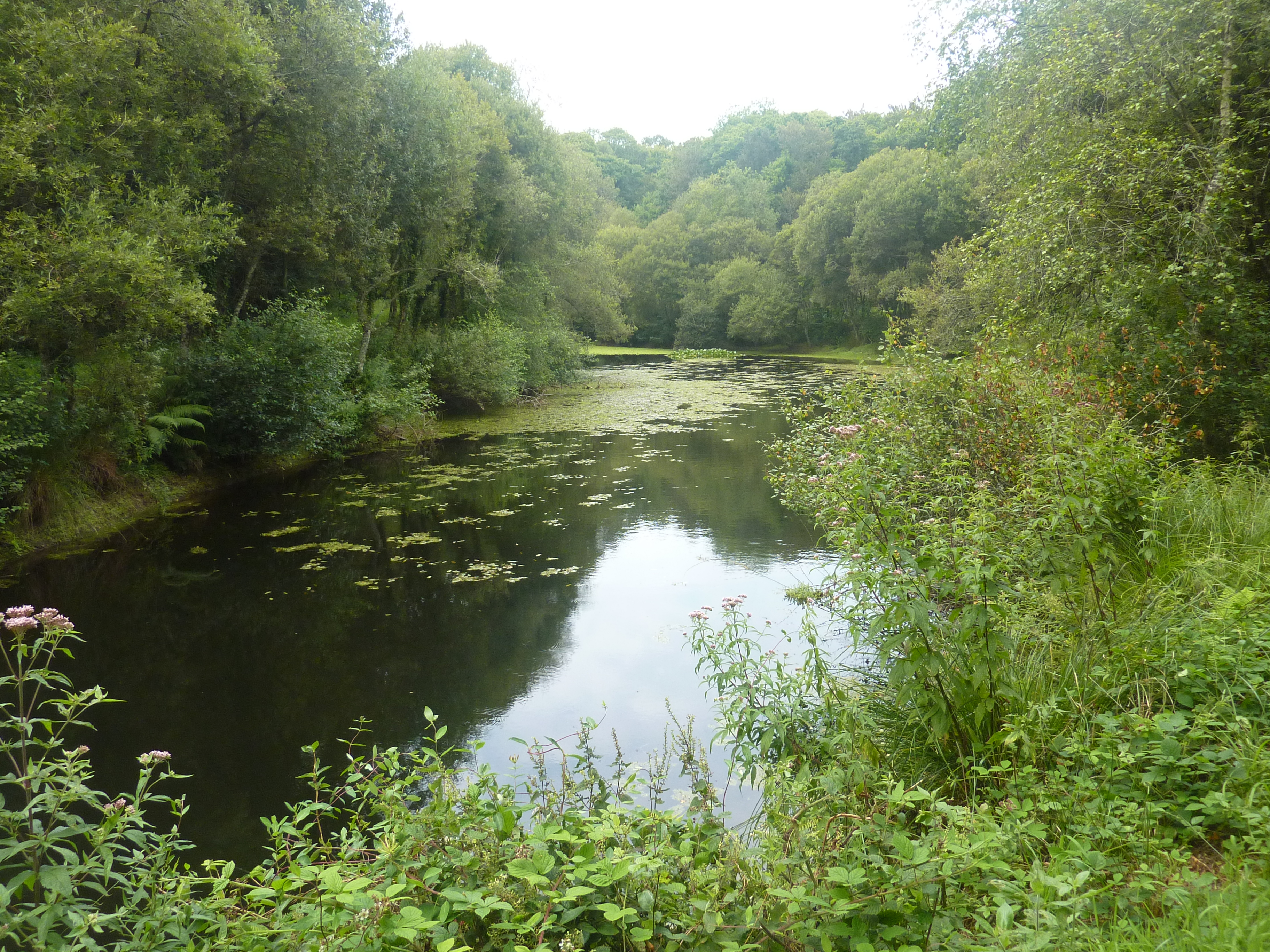
Stang ar Bleiz …
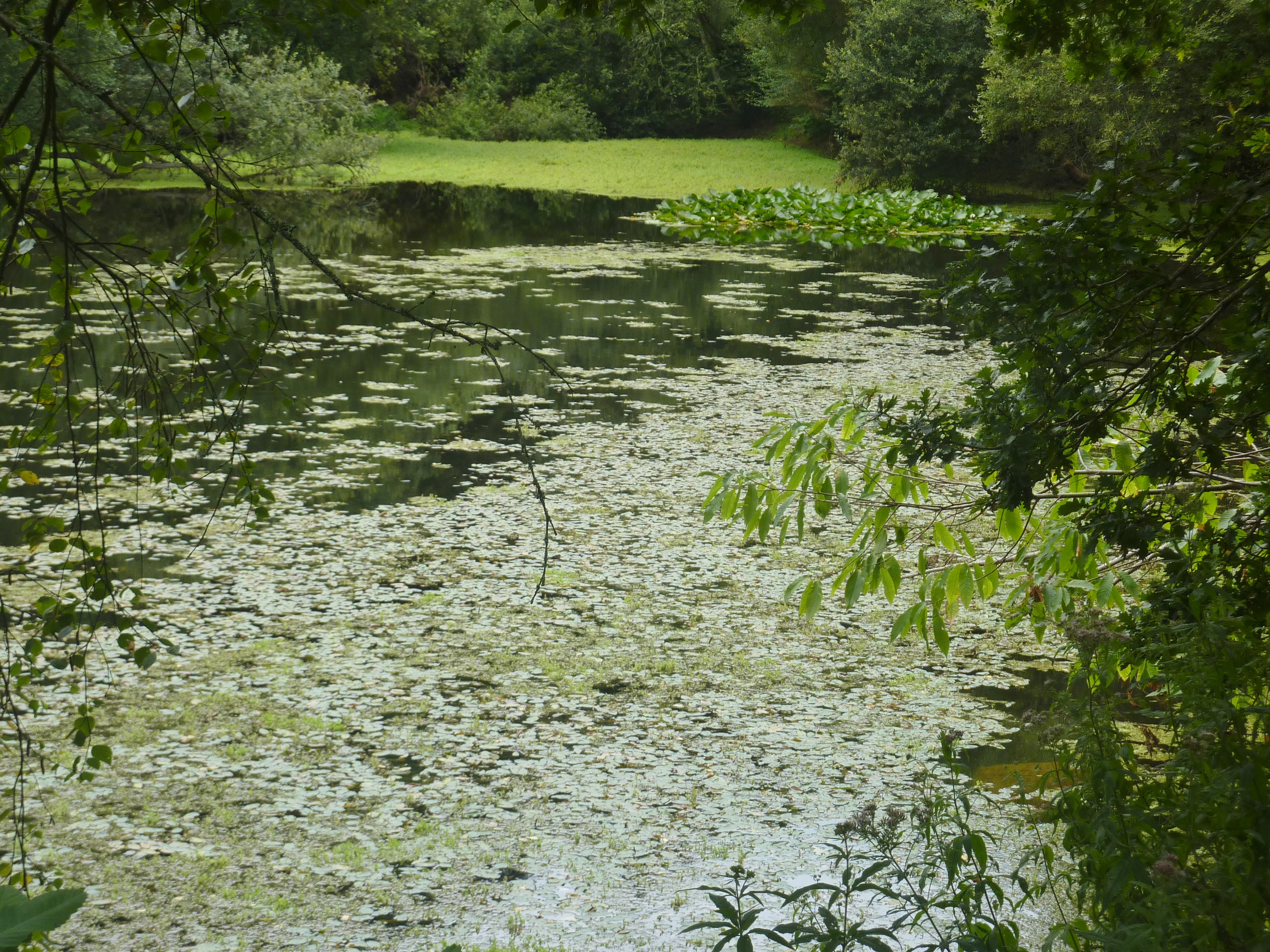
ou étang du loup
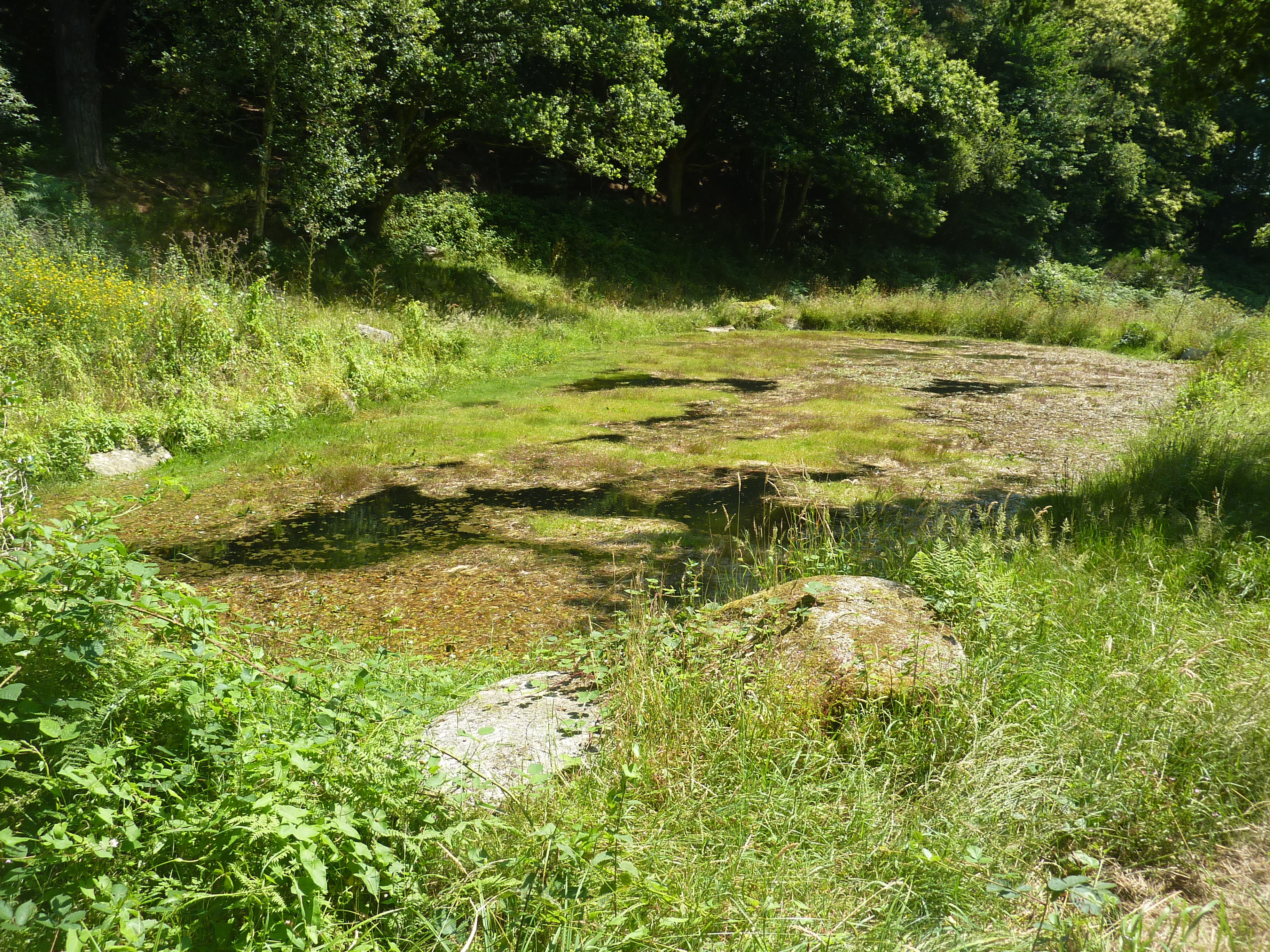
Un autre étang …